# 1140年
| 千纪： | 2千纪 |
| 世纪： | 11世纪 \| 12世纪 \| 13世纪                                                                                               |
| 年代： | 1110年代 \| 1120年代 \| 1130年代 \| 1140年代 \| 1150年代 \| 1160年代 \| 1170年代                                         |
| 年份： | 1135年 \| 1136年 \| 1137年 \| 1138年 \| 1139年 \| 1140年 \| 1141年 \| 1142年 \| 1143年 \| 1144年 \| 1145年               |
| 纪年： | 庚申年（猴年）；西夏大庆二年；金天眷三年；西辽康國七年；南宋紹興十年；大理廣運三年；越南紹明三年，大定元年；日本保延六年 |

## 大事记
- 五月，完顏兀朮撕毀1139年與南宋的和議，再次大舉南侵，岳飛、劉錡分別在郾城之戰、順昌之戰以少勝多，予以金軍沉重打擊，岳飛相繼收復鄭州、洛陽等地，乘勝進佔朱仙鎮，完顏兀朮退至開封。
- 六月，宋高宗命岳飛班師。但岳飛抗命不從，仍舉軍發動第四次北伐，大敗金軍統帥完顏宗弼（兀朮）的女真軍主力于郾城、穎昌和其它河南各地，完顏宗弼逃出開封退回北方。
- 七月，宋高宗發十二道金牌令岳飛班師。

## 出生
- 5月28日，合宋高宗绍兴十年五月十一日——辛弃疾，南宋詞人（1207年逝世，67岁）

## 逝世
- 李綱，和趙鼎、李光、胡銓合稱「南宋四名臣」。
- 楊再興，南宋著名將領，宋初名將楊業的後代。